# Head Up High
Head Up High é o oitavo álbum da banda britânica Morcheeba, a ser lançado em 14 de Outubro de 2013. O primeiro single do álbum se chama "Gimme Your Love".

## Faixas
1. "Gimme Your Love" - 4:49[1]
2. "Face Of Danger" – 3:56
3. "Call It Love" – 3:59
4. "Under The Ice" – 3:40
5. "I'll Fall Apart" – 2:06
6. "Make Believer" - 3:41
7. "Release Me Now" – 4:09
8. "To Be" – 4:39
9. "Hypnotized" – 4:03
10. "To The Grave" – 5:13
11. "Do You Good" – 3:33
12. "Finally Found You" - 4:23
13. "Whirlwind" - 3:31 (iTunes exclusive track)[1]

## Singles
- "Gimme Your Love"